# Samtgemeinde Dörpen
De Samtgemeinde Dörpen is een samenwerkingsverband in het district Emsland van de deelstaat Nedersaksen. De plaatsen liggen allen nabij de Nederlandse grens.

## Deelnemende gemeenten
De Samtgemeinde Dörpen bestaat uit de onderstaande negen deelnemende gemeenten (Mitgliedsgemeinden); het cijfer op het kaartje correspondeert met het nummer op onderstaande lijst:
|  | 1. Dersum (1.467) 2. Dörpen (5.447) 3. Heede (2.542) 4. Kluse (1.731) incl. Ahlen en Steinbild, 2 km ten westen van Kluse aan de Eems 5. Lehe (964) 6. Neubörger (1.528) 7. Neulehe (804) 8. Walchum (1.640) 9. Wippingen (974) |

Tussen haakjes het aantal inwoners per deelgemeente. Totale bevolking van de gehele Samtgemeinde 17.097 personen. Peildatum 31 december 2020.
De christenen in de gemeente zijn in grote meerderheid rooms-katholiek.

## Geografie
De gemeente bestaat geografisch uit drie delen: een rivieroeverlandschap langs de Eems, waar zich de oudste dorpen bevinden, een veengebied met jonge dorpen ten westen daarvan en een gebied met heideontginningen ten oosten daarvan.

### Verkeer, vervoer
De gemeente wordt ontsloten door de Duitse A31 (afrit 17,7 km ten westen van Dörpen) en de Bundesstraße B 70 , beide van  Emden - Papenburg - Dörpen - Meppen - Rheine.
De gemeente wordt tevens doorkruist door de spoorlijn Rheine-Leer, zie ook: Spoorlijn Hamm - Emden,  waaraan Dörpen een station heeft. Dit station is gesitueerd iets ten oosten van de dorpskern en de B 70. Voor goederentreinen is er een rangeerfaciliteit op het logistieke knooppunt. Het stationnetje te Kluse is omstreeks 2015 gesloten.
Het Küstenkanal vanuit Oldenburg mondt hier in de Eems uit. Officieel behoren de gekanaliseerde stukken van de Eems tot het Dortmund-Eemskanaal.
Oostelijk van Dörpen is een zijkanaal in het Küstenkanal aangelegd.

## Economie
Ten oosten van het dorp Dörpen staat een zeer grote papierfabriek, eigendom van een Fins beursgenoteerd concern. Deze fabriek beschikt over een eigen energiecentrale. Daardoor werd de in 2007 geplande bouw van een door de bevolking en de milieubeweging fel bestreden elektrische centrale met steenkool als brandstof, overbodig. Het project werd in 2009 afgeblazen.
Niet ver van deze fabriek bevindt zich een logistiek knooppunt, dat spoorwegemplacement (ten noordoosten van station Dörpen), binnenhaven (aan de 800 m lange zijarm van het Küstenkanal) en parkeerterrein (aan de Bundesstraße 70) tegelijk is. Rondom dit knooppunt is een groot industrie- en overslagterrein ontwikkeld, waar bedrijven in allerlei branches zich hebben gevestigd. De totale oppervlakte hiervan, inclusief de papierfabriek, is ruim 3 km².
Er zijn sinds 2017 plannen, om bij Heede een elektriciteitscentrale met aardwarmte als energiebron te bouwen. Ter voorbereiding is een speciale extra-hoogspanningsleiding, de  380-kV-EHS-leiding Wesel–Dörpen aangelegd.

## Geschiedenis

### Tot 1933
In 854 wordt Dörpen voor het eerst in een document vermeld. De gemeente behoorde van 1252 tot 1803 tot het Prinsbisdom Münster.
De dorpen Neudörpen, Neubörger en Neulehe zijn in 1788 gestichte veenkolonies.

### Nazi-tijd

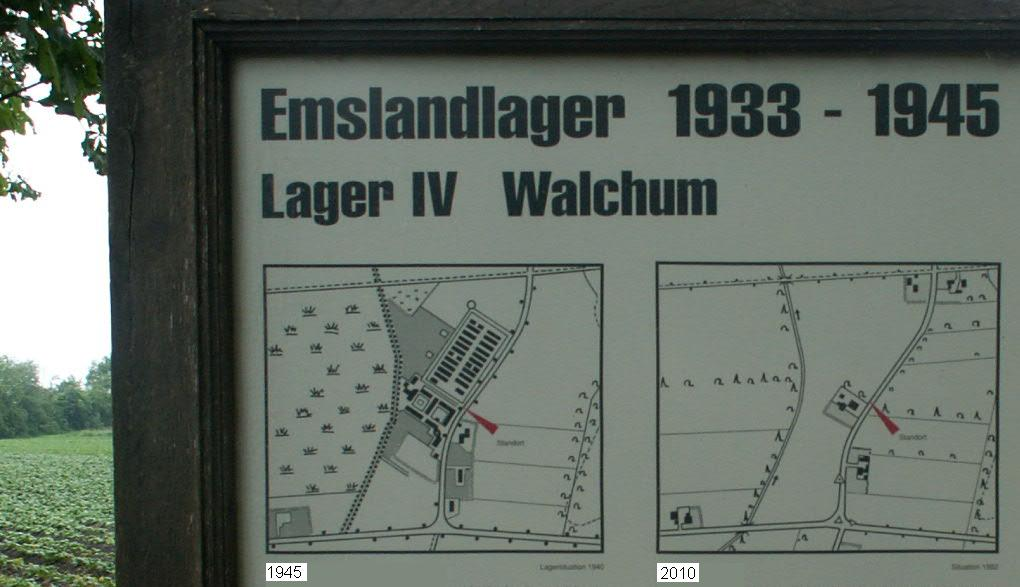
Plattegrond 1945 en 2010 Kamp Walchum
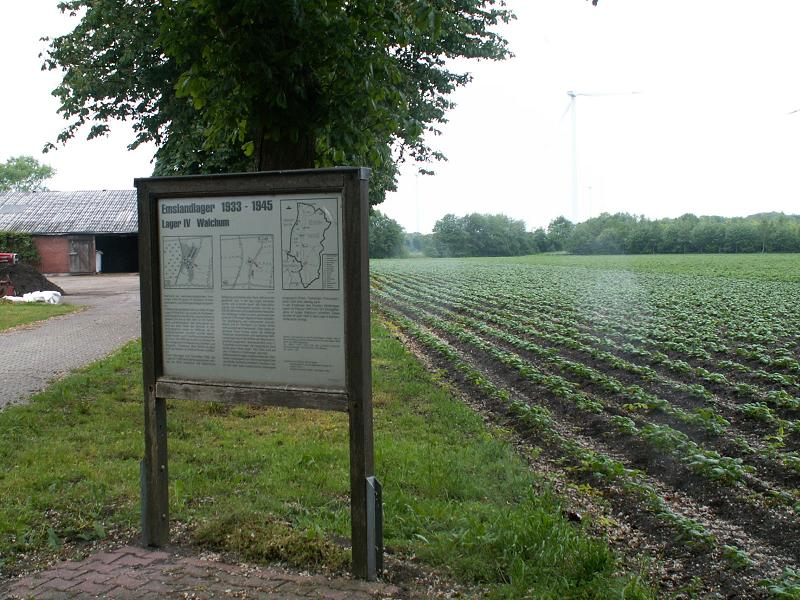
Gedenktekst bij het voormalige kamp Walchum

In de Tweede Wereldoorlog was er binnen de gemeente een van de vijftien beruchte Emslandlager gesitueerd. Dit waren in het Derde Rijk kampen, waar dwangarbeiders onder vaak onmenselijke omstandigheden en onder commando van soms uitzonderlijk wrede bewakers tewerkgesteld werden, en die daardoor soms het karakter van concentratiekampen kregen.
Zie: Kamp nr. 4: Kamp Walchum.
Het voormalige Kamp Esterwegen, dat zich in de huidige Samtgemeinde Nordhümmling bevindt, huisvest de centrale herdenkingsplaats voor alle 15 Emslandlager. Daar is ook een bezoekerscentrum.
Van 1937 tot 1940 zouden in Heede vier meisjes verschijningen hebben gezien van de Heilige Maagd Maria. Dit leidde (en leidt nog steeds) tot bedevaarten naar het dorp. De verschijningen werden door het Bisdom Osnabrück, waar het dorp kerkelijk onder valt, niet officieel op hun wonderdadigheid onderzocht. De bisschop die in 1940 in functie was, en ook zijn navolgers, achtten het ook zonder zo'n onderzoek al duidelijk, dat Heede  een Maria-bedevaartsoord moest worden. Ook is een nieuwe, ruime Onze-Lieve-Vrouwekerk in het dorp gebouwd.
Aan het einde van de Tweede Wereldoorlog werd in het gebied van de gemeente fel gevochten. Onder andere het dorp Lehe werd daarbij geheel verwoest.

### Na 1945
In 1967 vestigde de thans belangrijkste werkgever, toen geheten Nordland Papier, een papierfabriek, zich in het dorp.
Het traject van de Transrapid-testlocatie ligt ten dele in de gemeente Dörpen, zie hiervoor Samtgemeinde Lathen.

## Bezienswaardigheden, toerisme, recreatie
- Papiermuseum Papierwelt, bezoekerscentrum van de papierfabriek, met gelegenheid voor kinderen om zelf papier te scheppen
- De reuzenlinde te Heede, de grootste lindeboom van Europa. Stamomvang : 15,39 meter. Hoogte: ca. 20 meter. Doorsnede van de kruin:  ca. 35 meter. Ouderdom: 500-600 jaar, volgens enkelen echter meer dan 1.000 jaar. De boom staat onder natuurbescherming.
- Ten westen van Heede en van Walchum (Herzogsee) zijn, na de zandwinning voor de aanleg van de Autobahn A 31, meertjes ontstaan. Het zijn nu watersportfaciliteiten met recreatiestrandjes.
- Lehe heeft een jachthaventje aan de Eems.
- De St. Georg (Sint-Joriskerk) in Steinbild bij Kluse is een bezienswaardig, gotisch, in 1512 gebouwd dorpskerkje.
- Te Neubörger is, in twee kamers van een particulier woonhuis,  een klein etnografisch museum gevestigd, gewijd aan het eiland Bougainville. De verzameling bestaat uit voorwerpen, door ruil of als geschenk verkregen door missionarissen in de periode rond 1900. Op afspraak, via de website van de gemeente, te bezichtigen.
- Door de gemeente lopen enkele langeafstands-fietsroutes, waaronder de Ems-Radweg, die de loop van de rivier de Eems van bron tot monding volgt.

## Sport
De Samtgemeinde heeft een zeer actief beleid inzake breedte- en recreatiesport en probeert, vooral de jeugd in de diverse dorpen zo veel mogelijk te laten sporten; daarom zijn er faciliteiten voor veel verschillende buitensporten (op amateurniveau) beschikbaar.

## Belangrijke personen in relatie tot de gemeente

### Geboren
- Adam Pastor (* tussen 1500 en 1510 te Dörpen; † omstreeks 1560), doopsgezind theoloog

## Politiek

### Raad
Het samenwerkingsverband kent een eigen gemeenteraad (Samtgemeinderat) die door de kiesgerechtigde inwoners van het gebied direct wordt gekozen. De raad bestaat uit 32 zetels, plus de gekozen burgemeester van het samenwerkingsverband (Samtgemeindebürgermeister). De raad bestaat sinds de raadverkiezingen van september 2021 uit drie partijen. De zetelverdeling is als volgt:
| Partij                   | Zetels |
| ------------------------ | ------ |
| CDU                      | 20     |
| SPD                      | 6      |
| Overige, lokale partijen | 6      |
| Burgemeester1            | 1      |

1 van ambtswege
De eerstkomende gemeenteraadsverkiezingen staan gepland voor 2026.

### Burgemeester
De burgemeester Hermann Wocken is herkozen door alle kiesgerechtigde burgers van het samenwerkingsverband in directe verkiezingen.

## Jumelage
Het samenwerkingsverband kent een jumelage met de gemeente Dobroń in Polen.

## Afbeeldingen

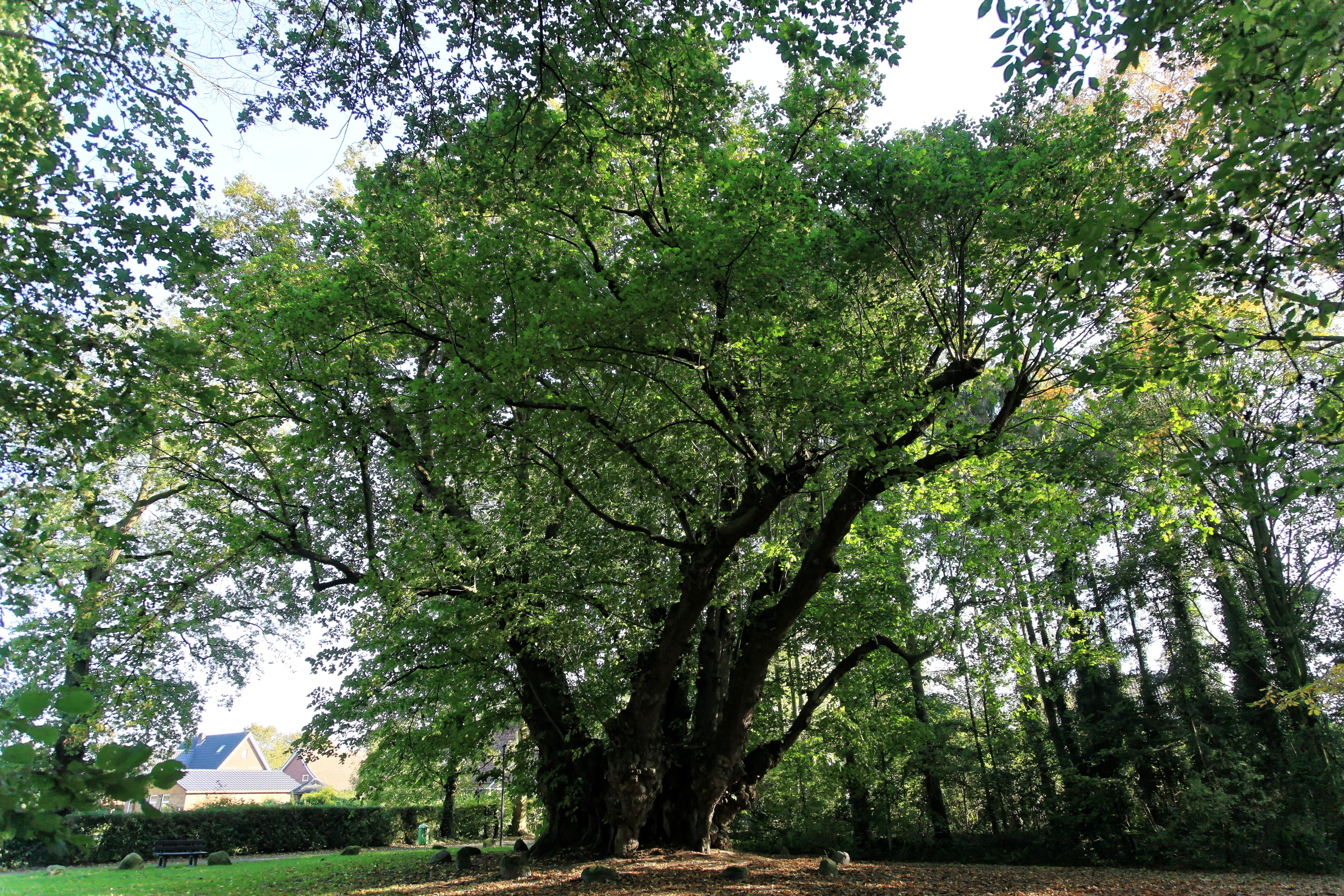
Reuzenlinde in Heede (2017)
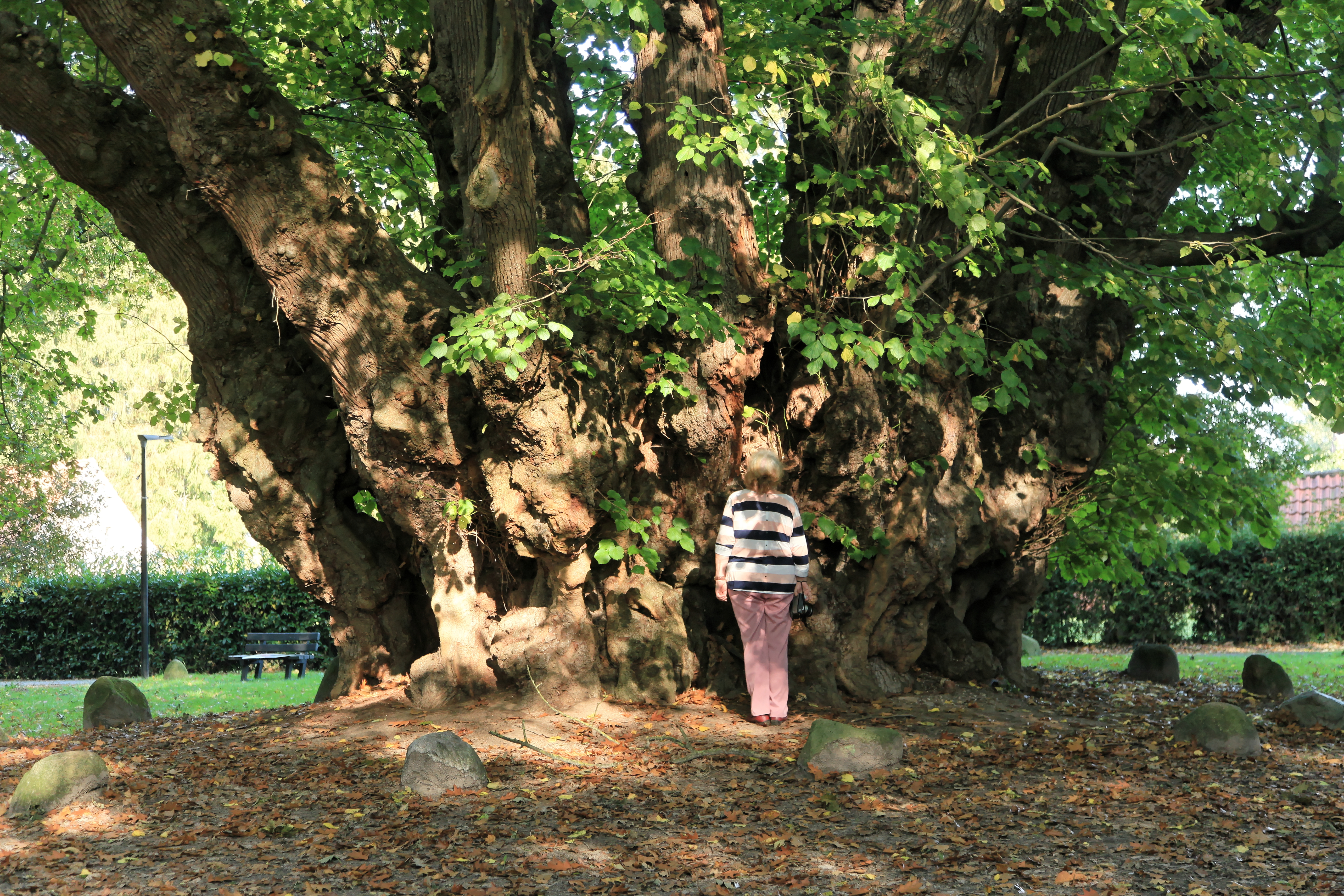
Stam van de reuzenlinde
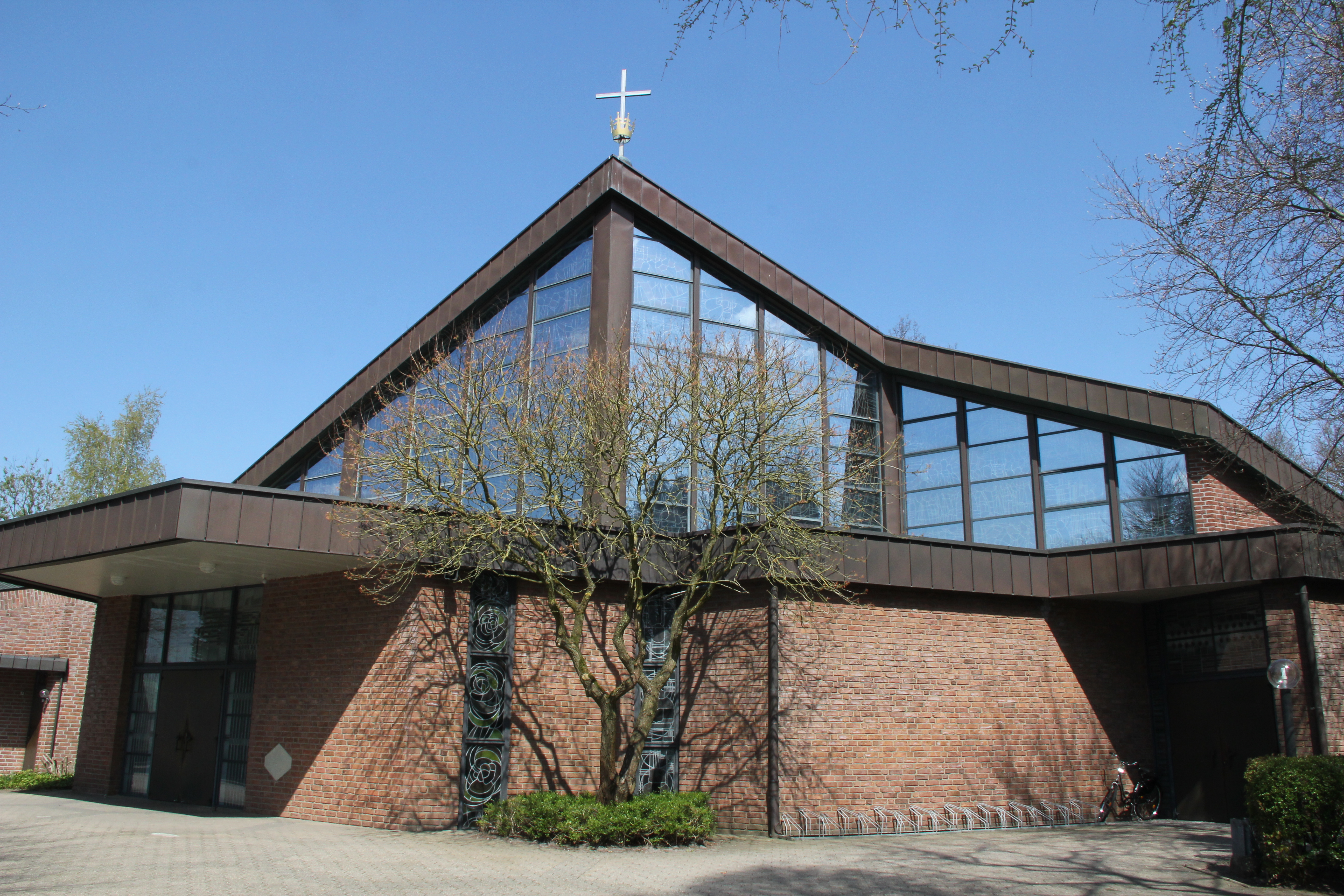
Sankt-Marien-Kirche (O.L.Vrouwekerk) in Heede
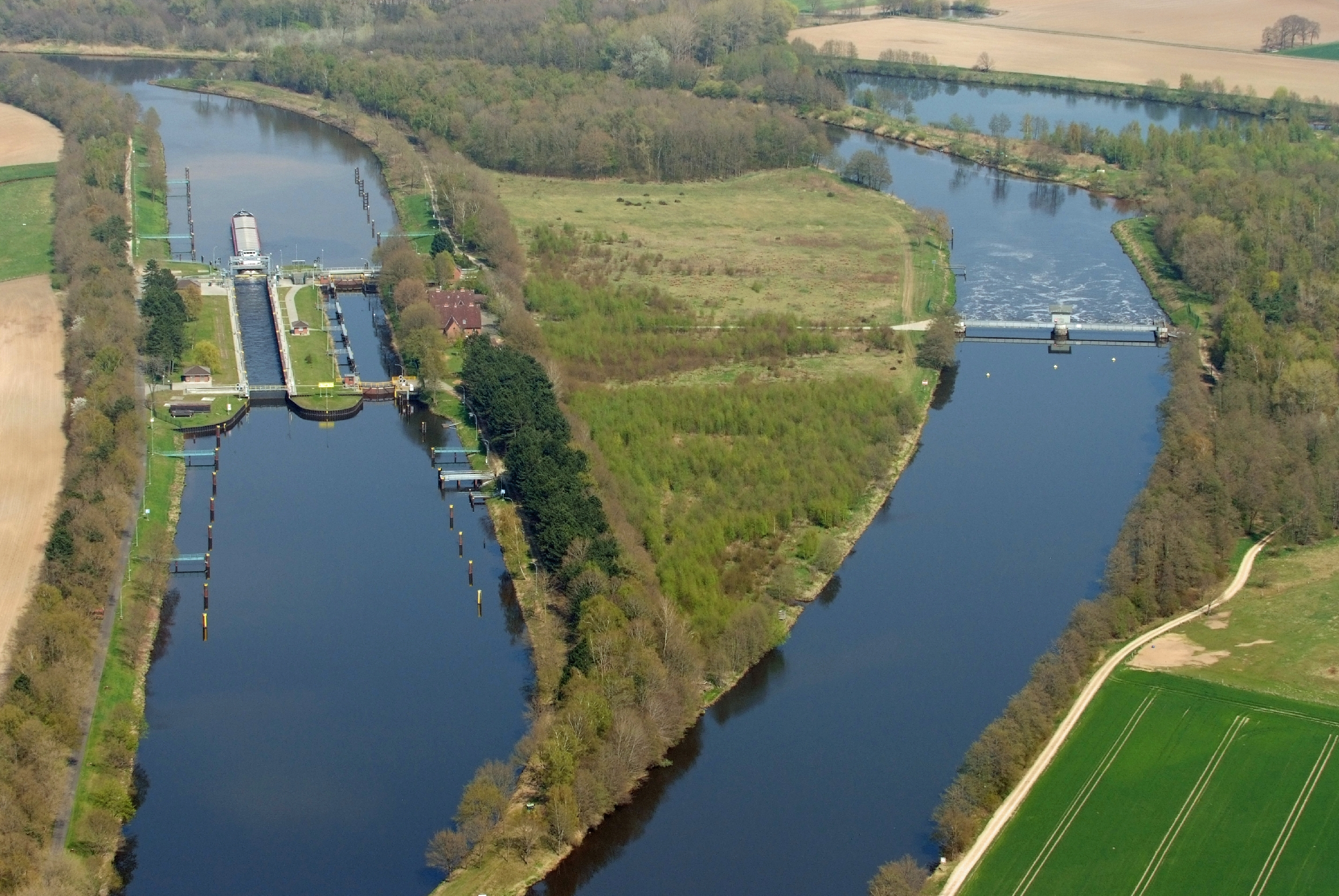
Sluis in de Eems bij Heede
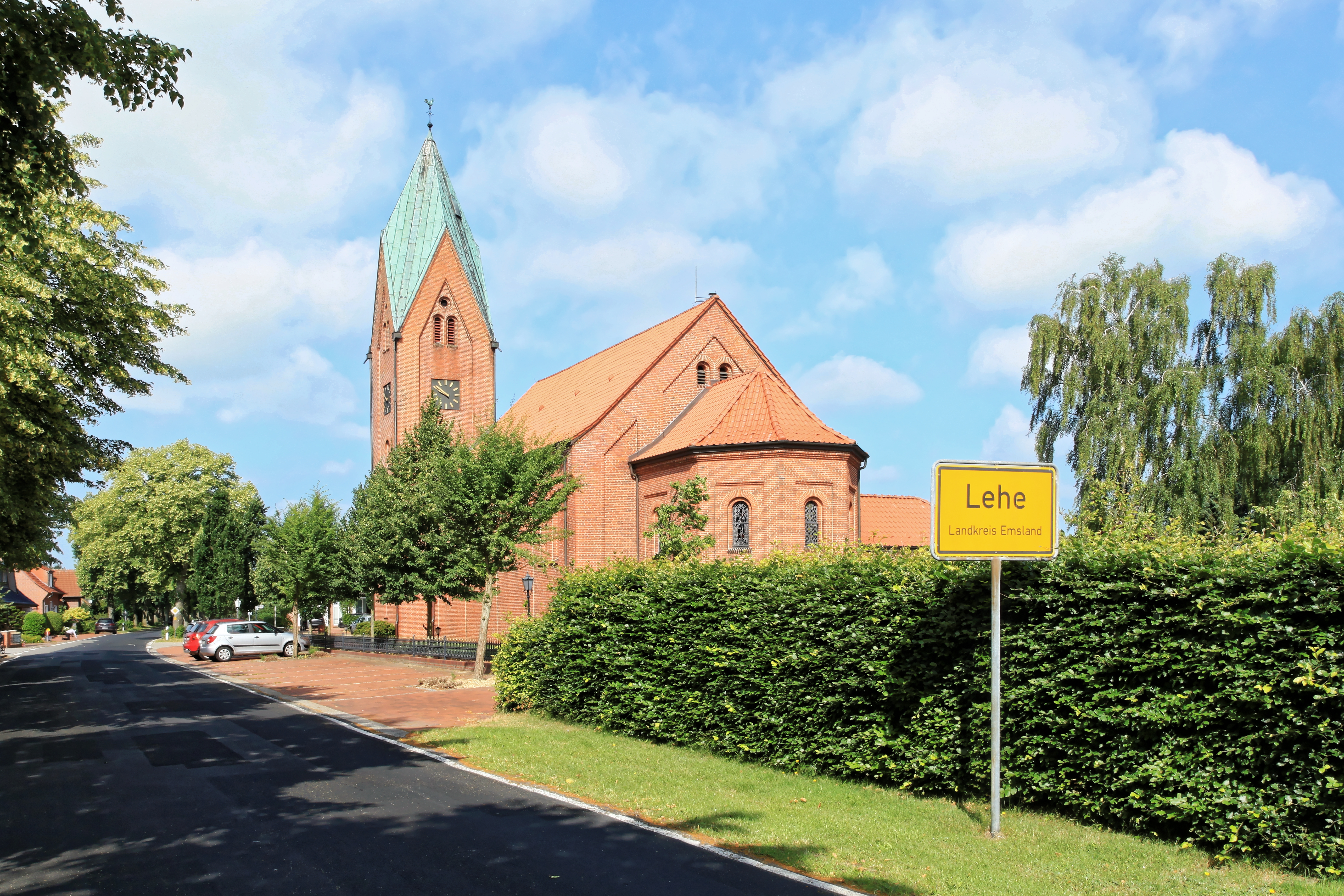
Lehe, Herz-Jesu-Kirche (Heilig-Hartkerk) (1)
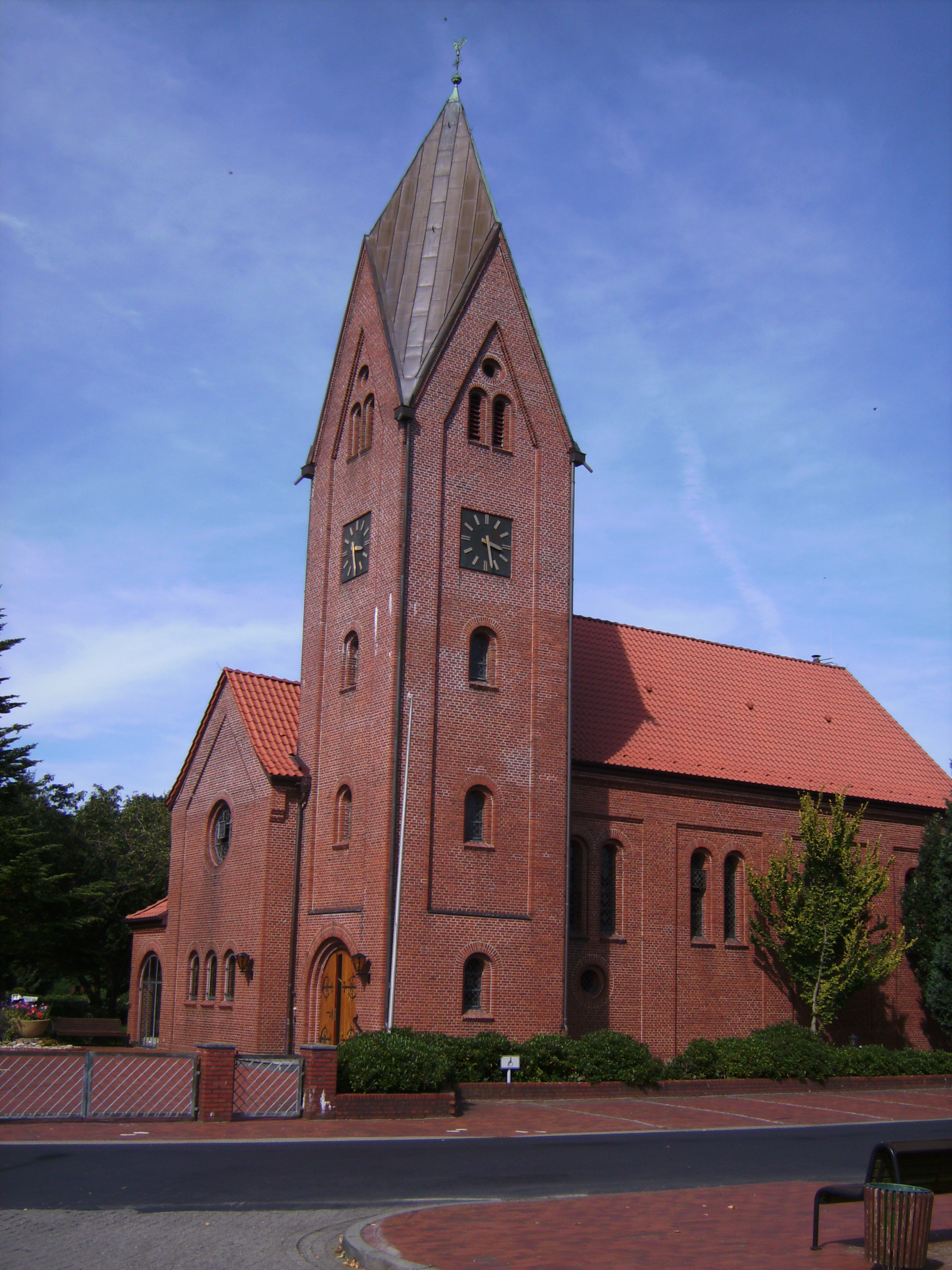
Lehe, Herz-Jesu-Kirche (2)
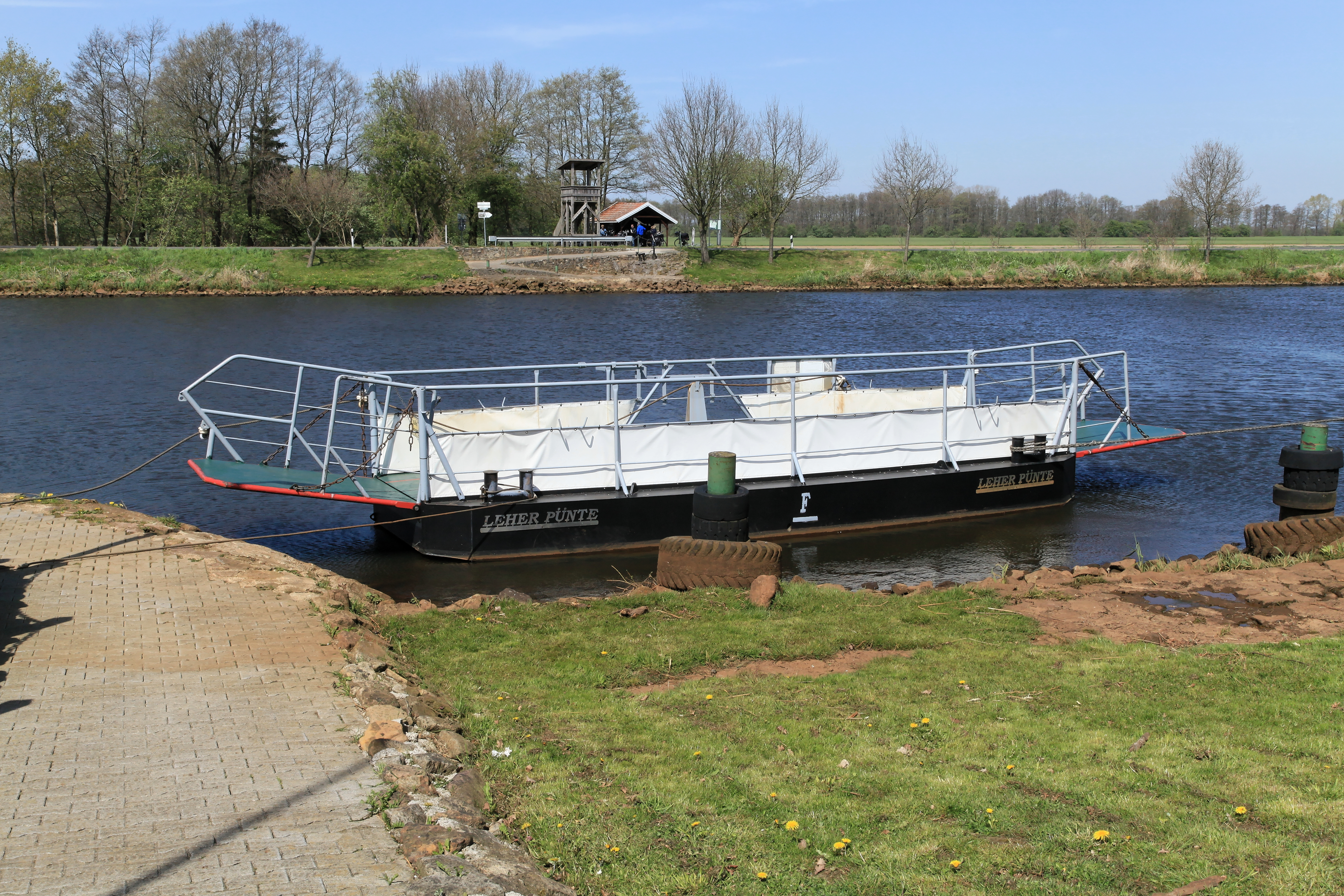
Lehe, veerpont over de Eems "Leher Pünte"
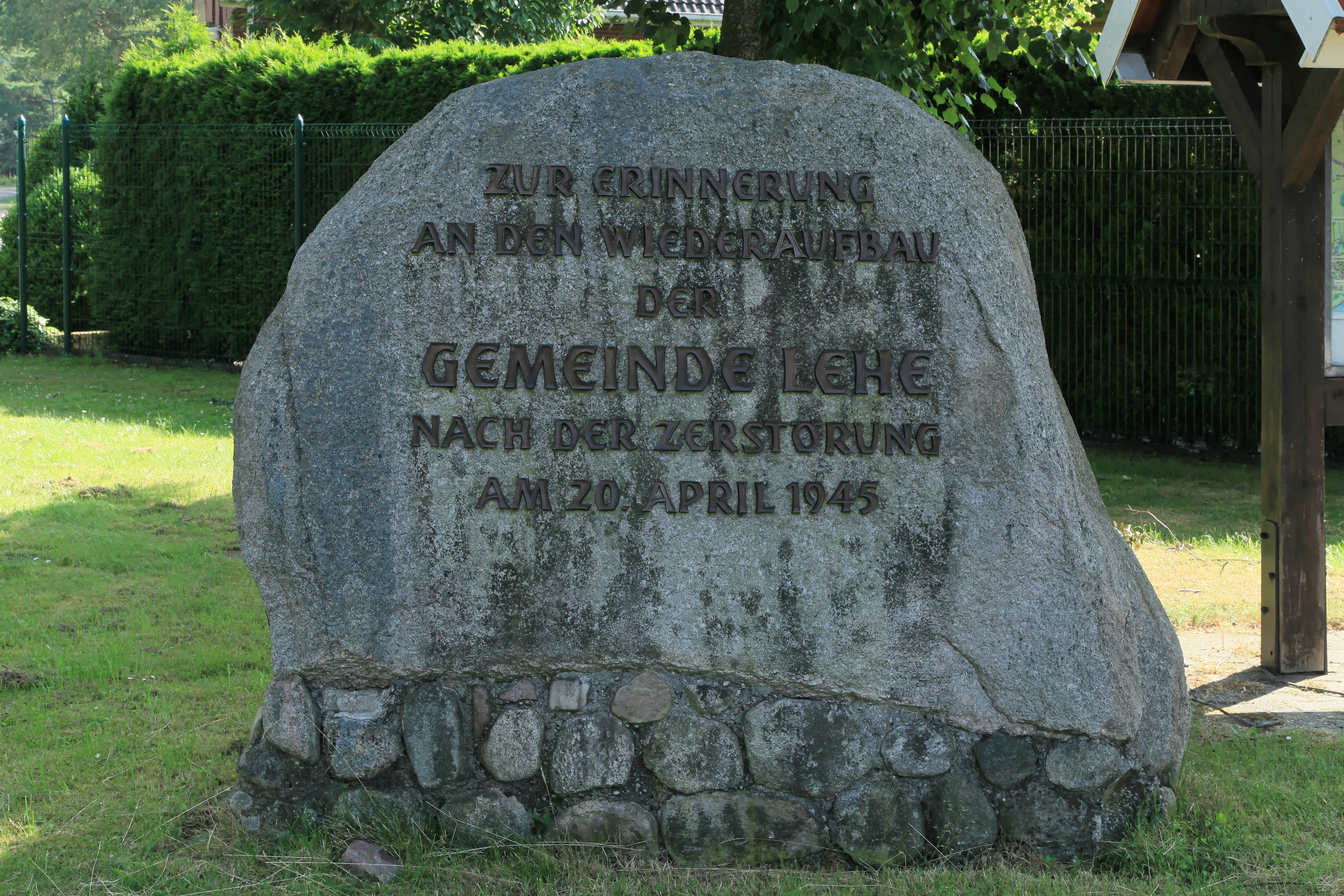
Lehe, gedenksteen verwoesting in en wederopbouw na WO II
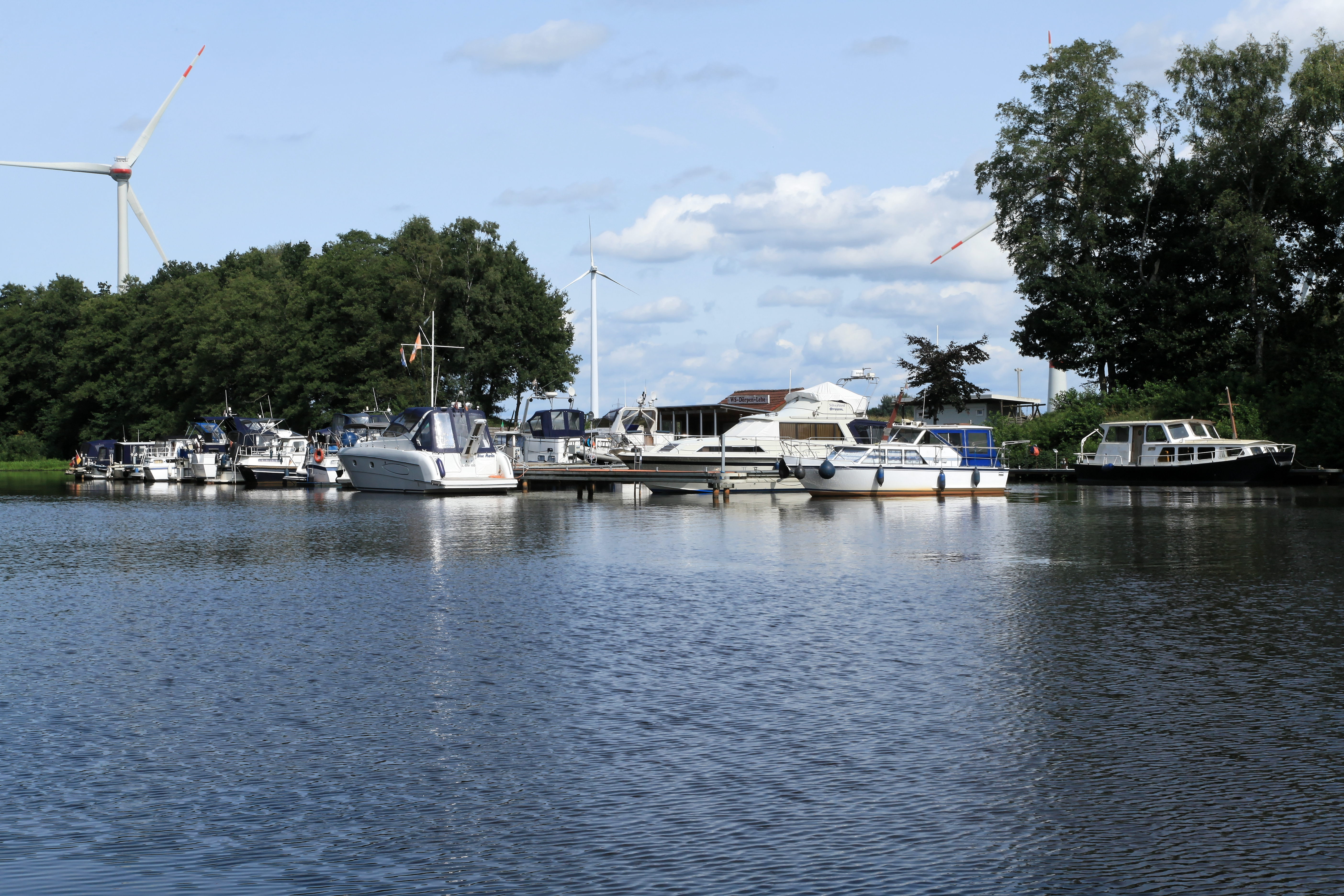
Lehe, jachthaven
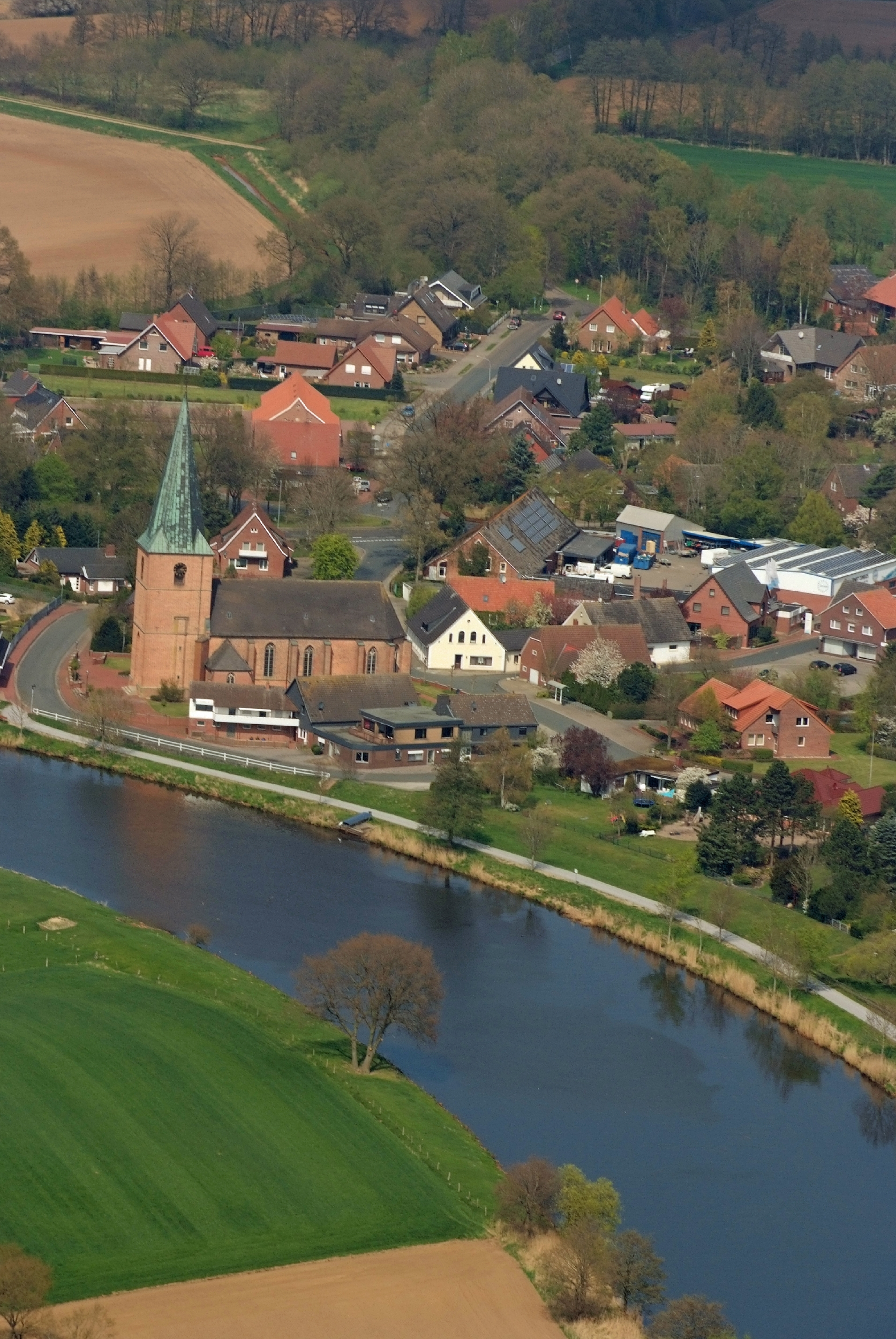
Steinbild aan de Eems
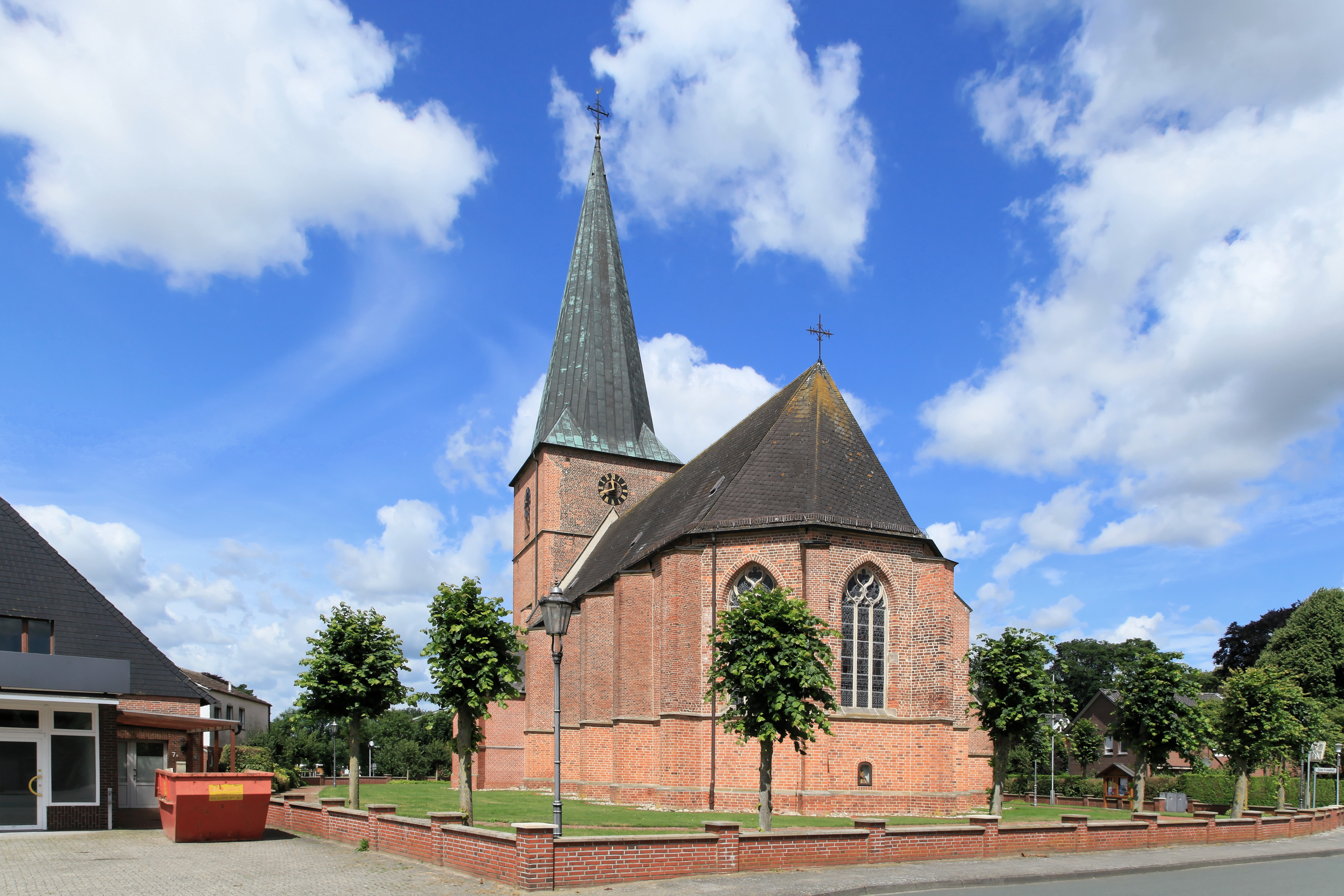
St. Georg (Sint-Joriskerk), Steinbild bij Kluse
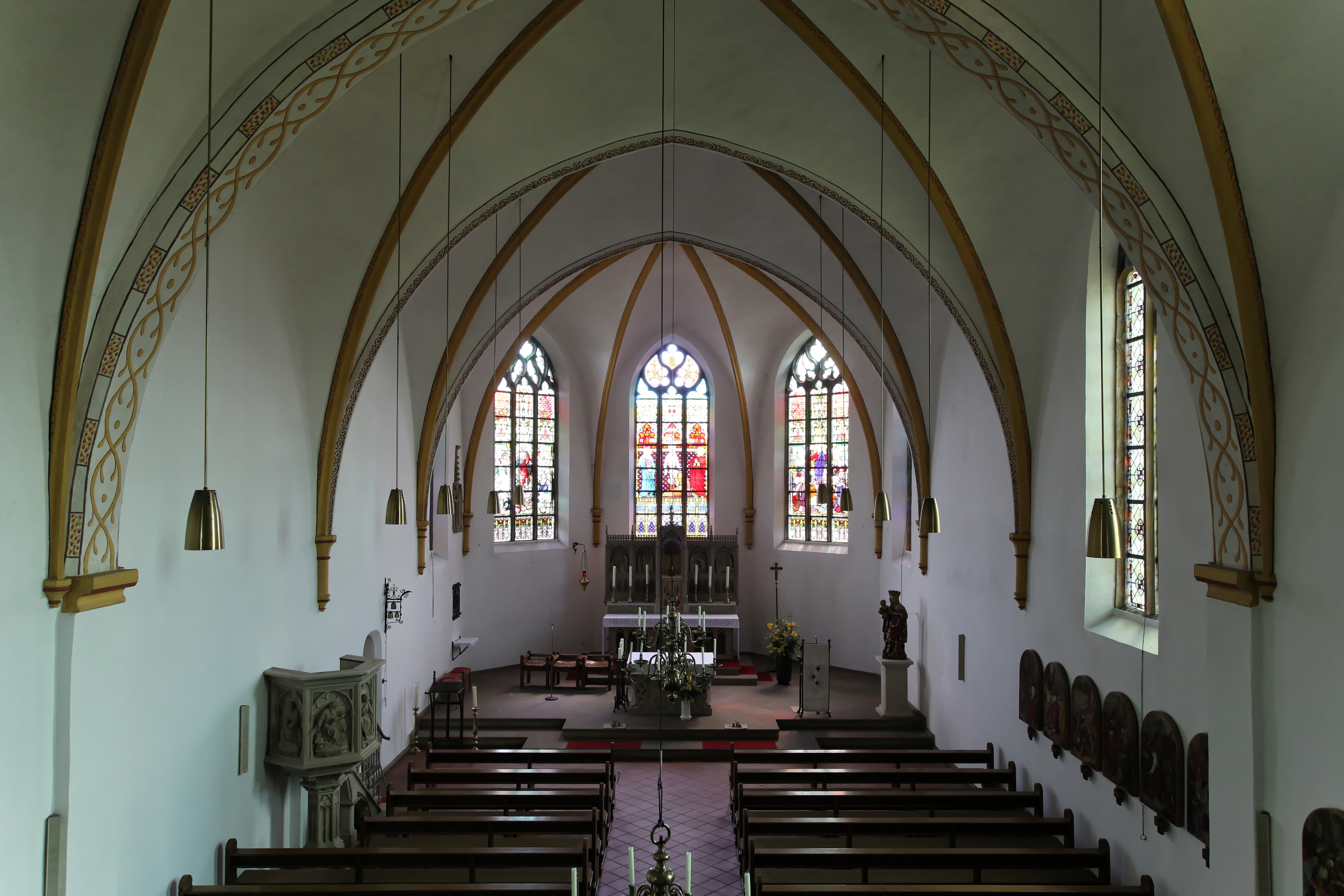
Interieur St. Georg (Sint-Joriskerk), Steinbild
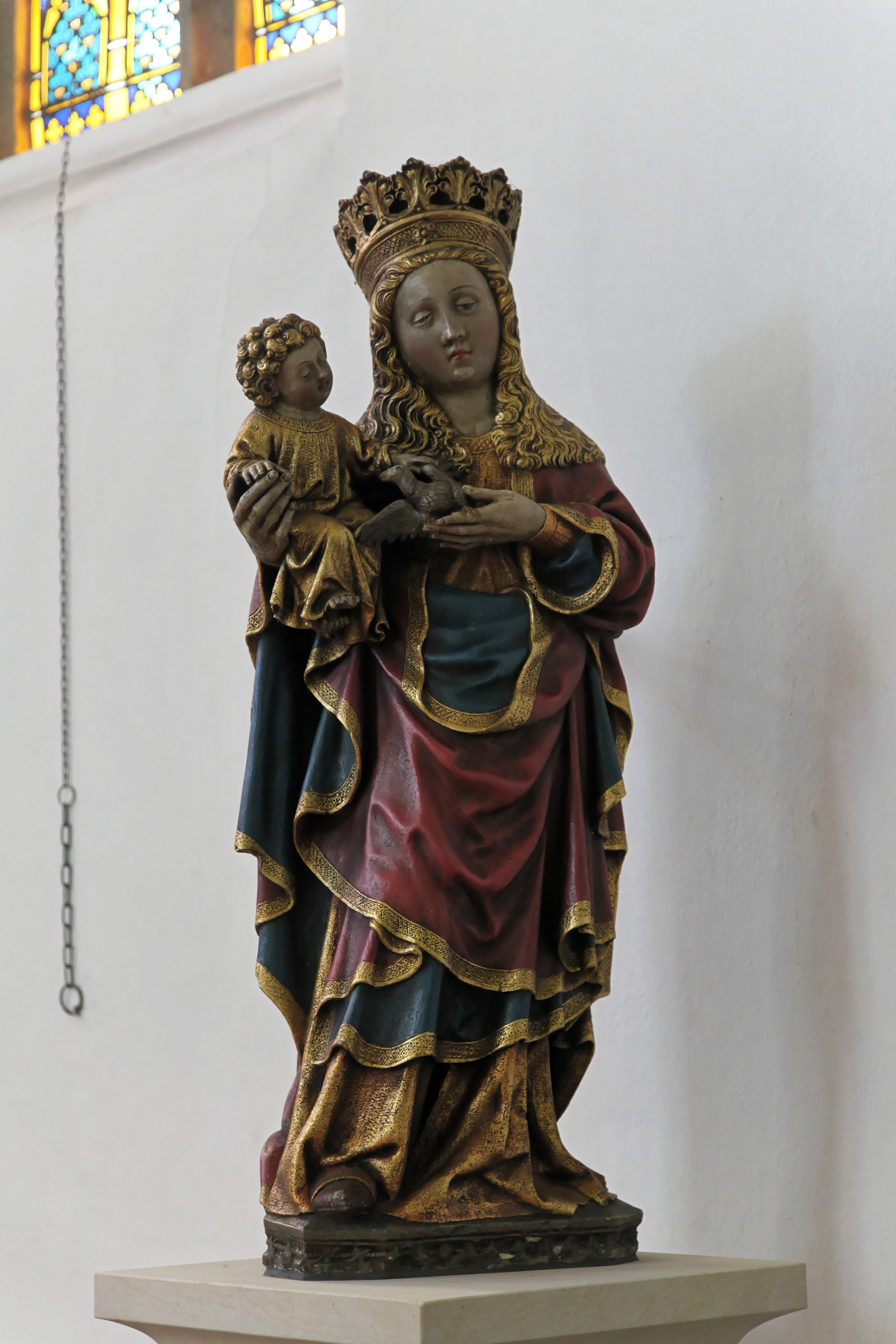
O.L.Vrouwebeeld der Varensgezellen, zandsteen, 15e eeuw, in de St. Georg (Sint-Joriskerk), Steinbild
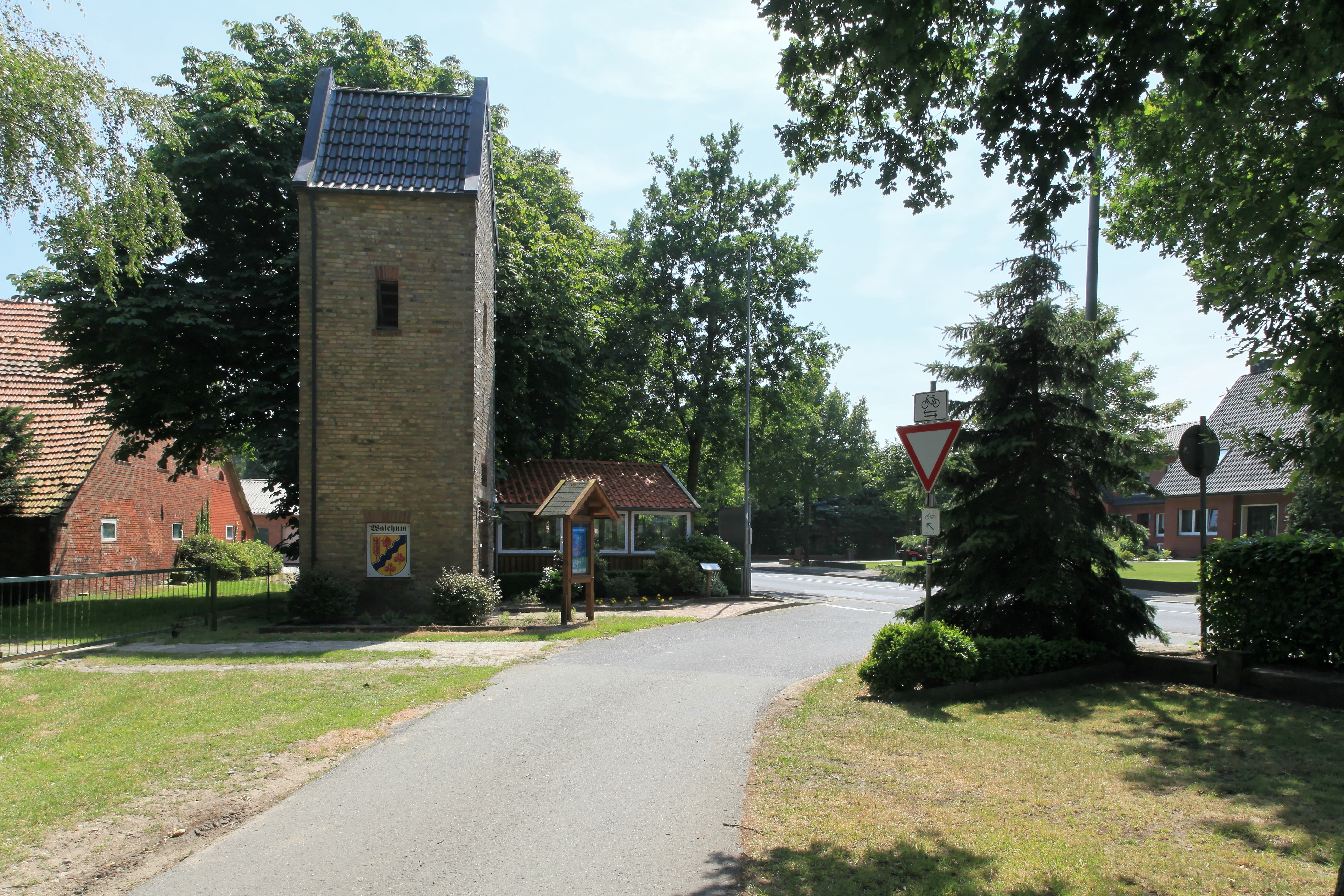
Klokkentoren in Walchum
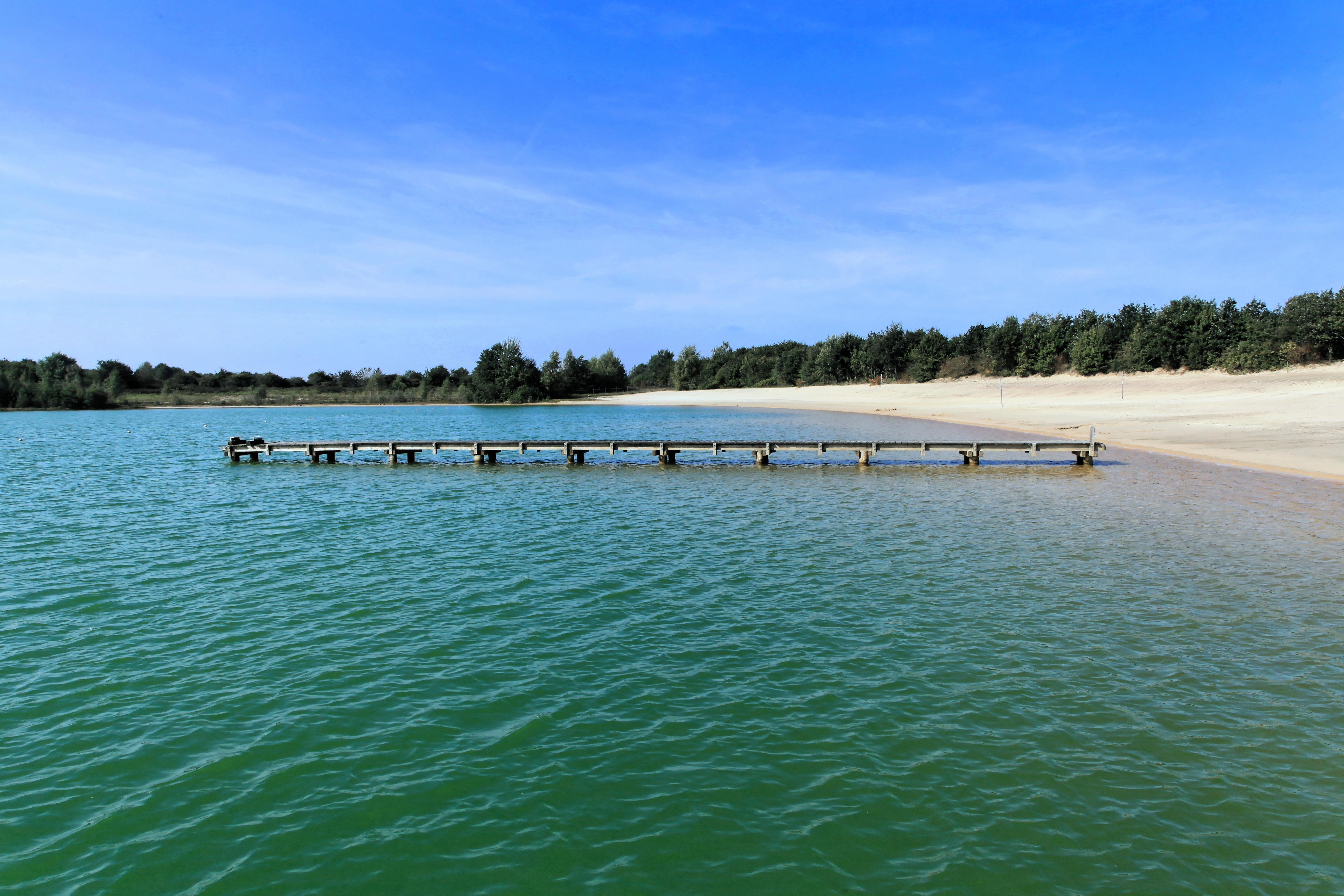
Herzogsee bij Walchum met strand
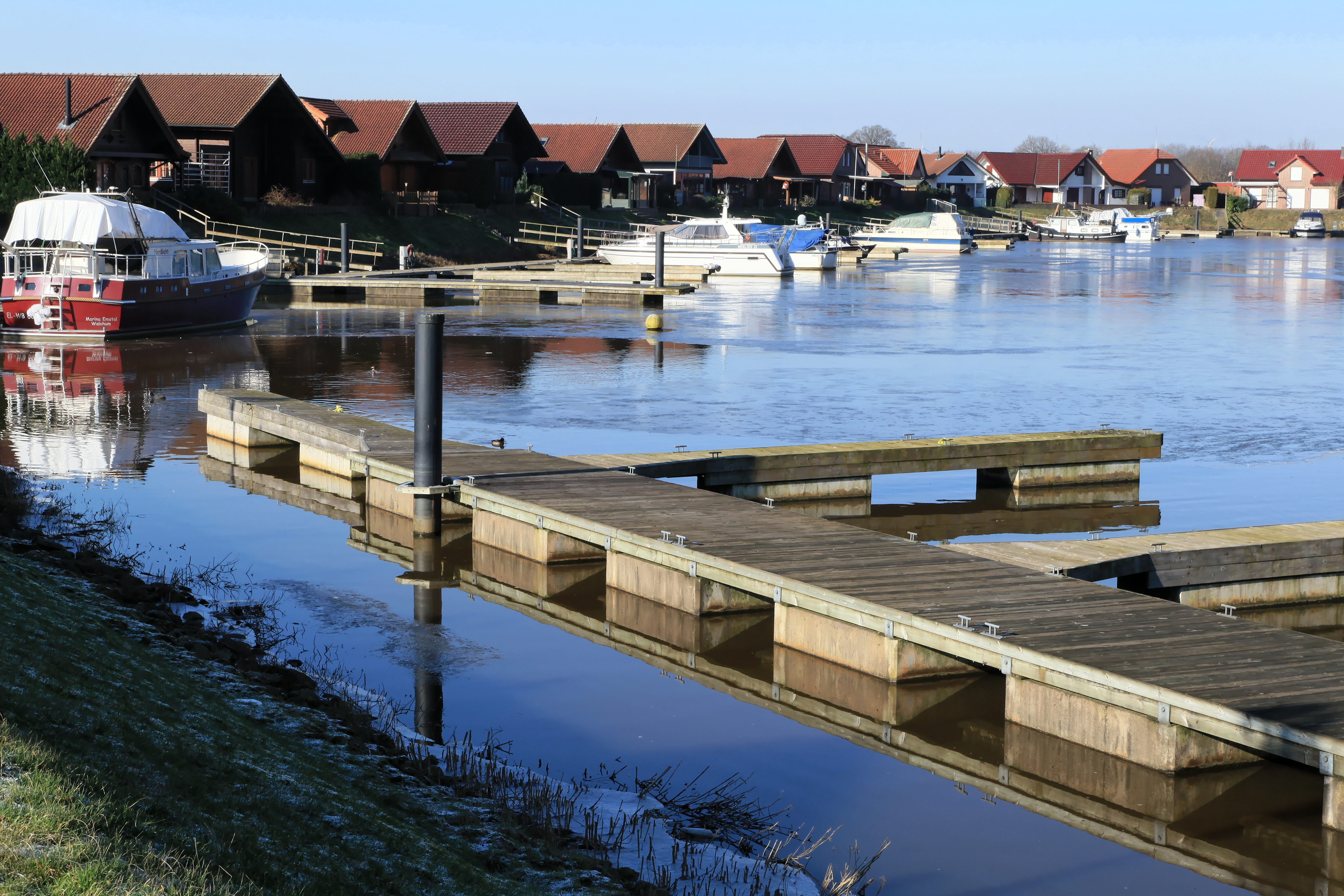
Walchum, Marinapark aan de Eems
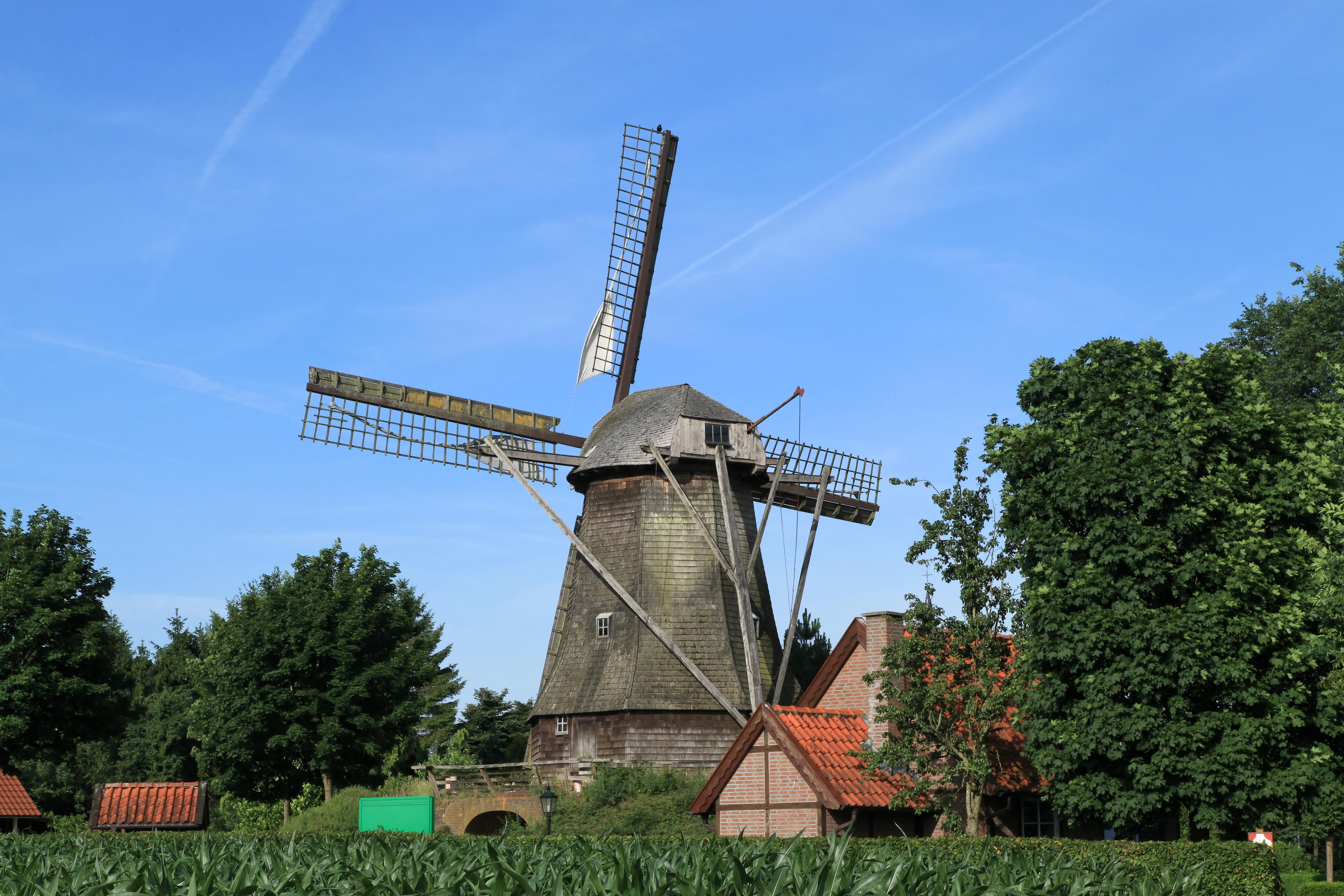
Windmolen te Wippingen (bouwjaar 1860)